# Lista över Barbados premiärministrar

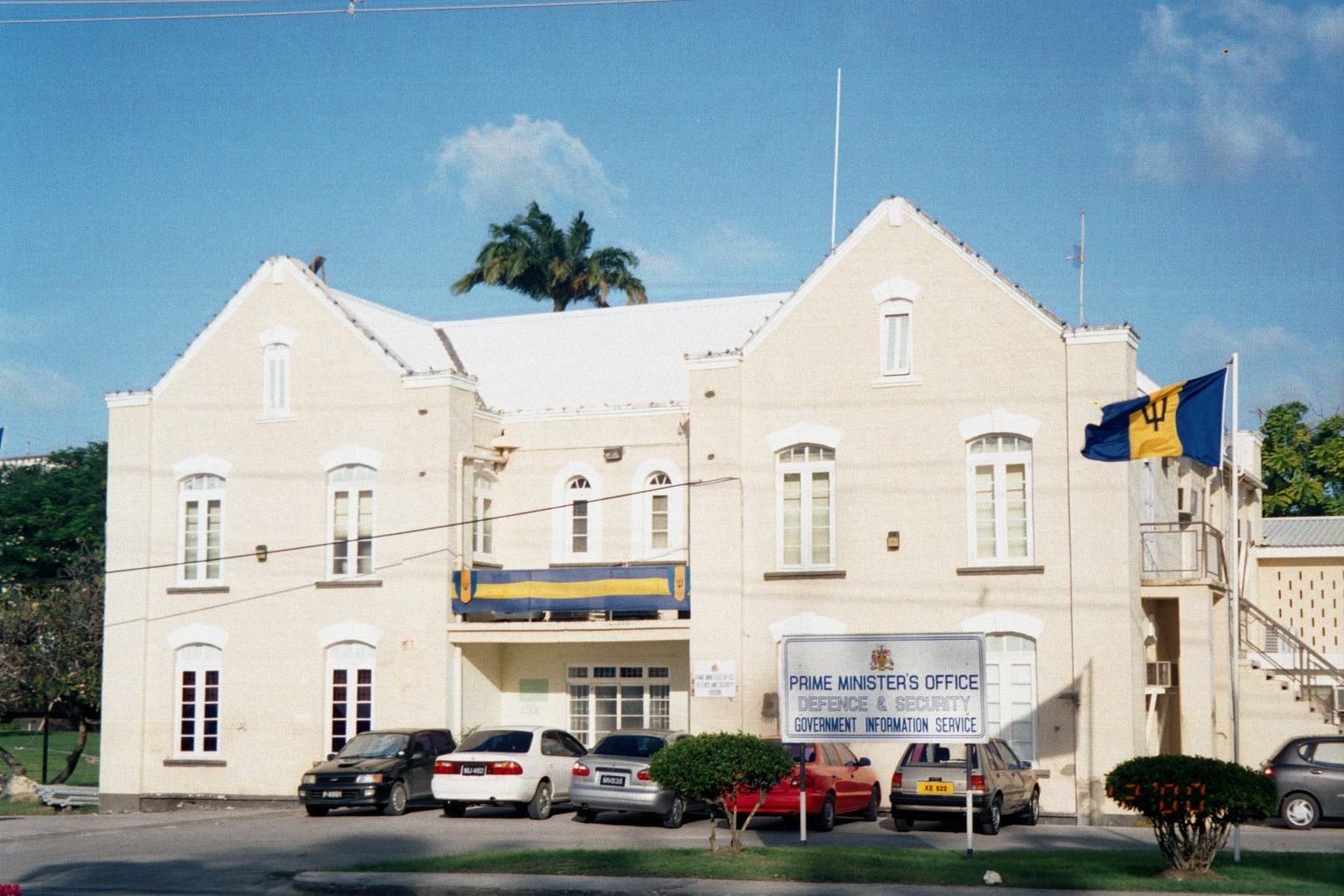
Premiärministerns kontor (foto från november 2000)

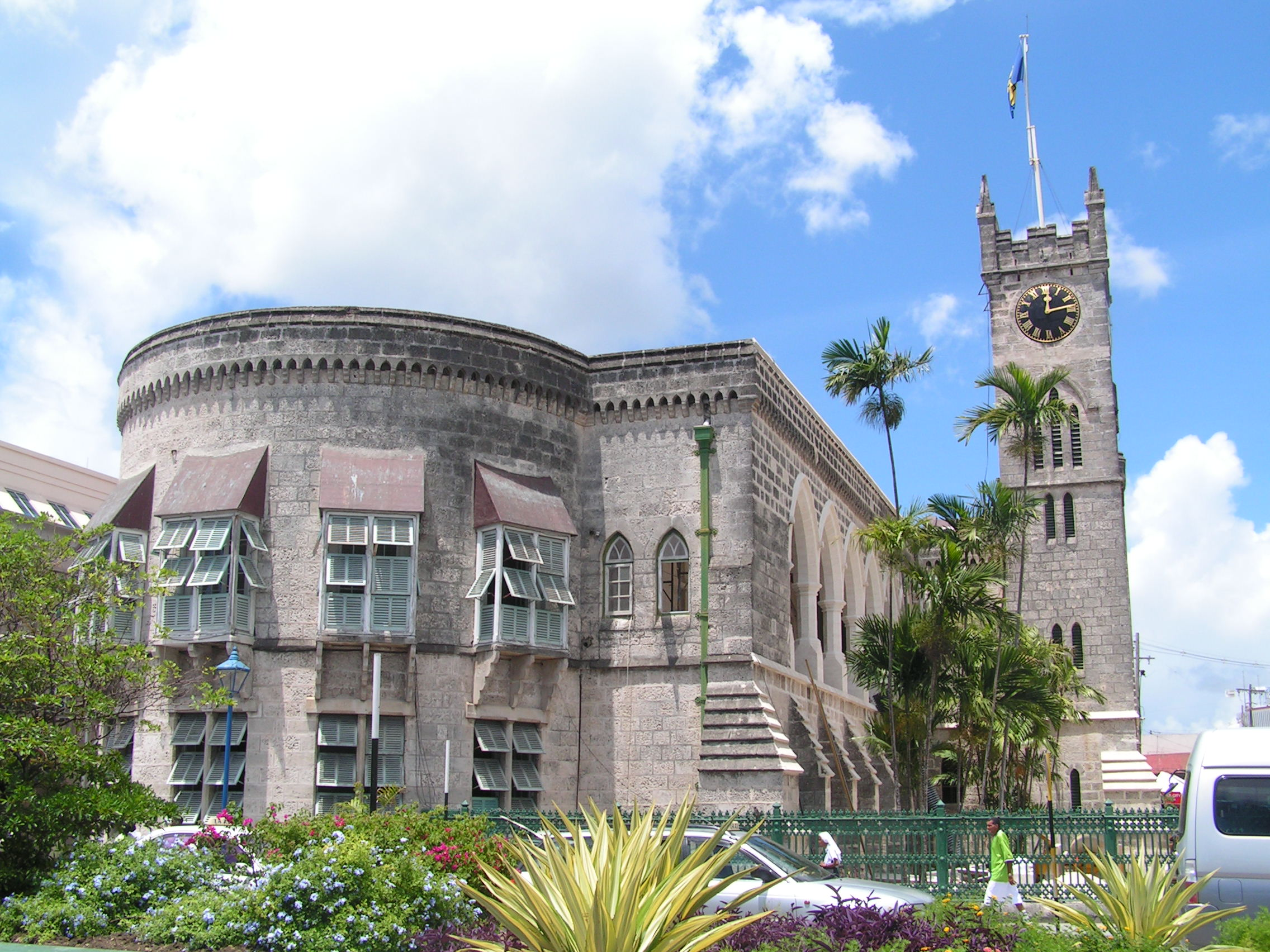
Parlamentsbyggnaden i Bridgetown.

Barbados premiärminister (engelska: Prime Minister of Barbados) är landets regeringschef i en parlamentarisk republik och utses av landets president baserat på styrkeförhållanden i Barbados parlament. 
Barbados var från självständigheten 1966 fram till 2020 ett samväldesrike och premiärministern utsågs då av generalguvernören.

## Lista

### Försteministrar i kolonin Barbados
| Namn                   | Ämbetstid       | Ämbetstid        | Parti                   | Parti |
| Namn                   | Från            | Till             | Parti                   | Parti |
| ---------------------- | --------------- | ---------------- | ----------------------- | ----- |
| Grantley Herbert Adams | 1 februari 1954 | 17 april 1958    | Barbados Labour Party   |       |
| Hugh Gordon Cummins    | 17 april 1958   | 8 december 1961  | Barbados Labour Party   |       |
| Errol Barrow           | 8 december 1961 | 18 november 1966 | Democratic Labour Party |       |

### Premiärministrar (efter självständigheten)
| Porträtt | Namn               | Ämbetstid        | Ämbetstid        | Parti                   | Parti |
| Porträtt | Namn               | Från             | Till             | Parti                   | Parti |
| -------- | ------------------ | ---------------- | ---------------- | ----------------------- | ----- |
|          | Errol Barrow       | 18 november 1966 | 8 september 1976 | Democratic Labour Party |       |
|          | J.M.G. (Tom) Adams | 8 september 1976 | 11 mars 1985     | Barbados Labour Party   |       |
|          | Bernard St. John   | 11 mars 1985     | 29 maj 1986      | Barbados Labour Party   |       |
|          | Errol Barrow       | 29 maj 1986      | 1 juni 1987      | Democratic Labour Party |       |
|          | Erskine Sandiford  | 1 juni 1987      | 7 september 1994 | Democratic Labour Party |       |
|          | Owen Arthur        | 7 september 1994 | 16 januari 2008  | Barbados Labour Party   |       |
|          | David Thompson     | 16 januari 2008  | 23 oktober 2010  | Democratic Labour Party |       |
|          | Freundel Stuart    | 23 oktober 2010  | 25 maj 2018      | Democratic Labour Party |       |
|          | Mia Mottley        | 25 maj 2018      | Sittande         | Barbados Labour Party   |       |